# ボクの四谷怪談
『ボクの四谷怪談』（ボクのよつやかいだん）は、橋本治の戯曲および舞台作品。2012年に蜷川幸雄の演出で『騒音歌舞伎（ロックミュージカル）ボクの四谷怪談』として初演。フィナーレやカーテンコールまでもが戯曲に組み込まれている。

## 概要
- 脚本の橋本治は東京大学で鶴屋南北を研究し、卒論のテーマも「鶴屋南北論」である[3]。本作は、小説家としてデビューする前に書かれ、当時は「ほんのわずかな人間の目に触れただけで、発表も上演もされなかった戯曲」であった[4]。
- 『ボクの四谷怪談』は破天荒なストーリーながらも、南北の持つ反逆的で皮肉な精神をしっかりと受け継いでいる[3]。主人公は、南北作品に見られるエゴイスティックな悪役ではなく三枚目的な人物であり[3]、お岩も伊右衛門を恨むというよりは、内罰的な性質がうかがえる役柄となっている[5]。
- 伊右衛門、直助、与茂七、お袖ら7人の若者が現代を生きる青春群像として描かれており、舞台版の主要キャストも若手俳優とベテラン俳優が明確に分けられている[3]。

## あらすじ
作品の舞台は「昭和51年にして（南北の『東海道四谷怪談』が初めて上演された）文政8年、さらに元禄14年であり、しかも南北朝時代」となっている。
金髪にTシャツとジーンズ姿の民谷伊右衛門が傘を売っている場面にラジオの人気者である文化人タレントの伊藤喜兵衛と早熟な娘のお梅が現れる。お梅は伊右衛門に一目惚れし結婚を申し込むが、彼には病気の妻お岩がいる。しかし、伊藤父娘はそれを気にせず、お岩が亡くなればお梅を後妻に、と勝手に決めてしまう。
一方、お岩の妹お袖には、主君の仇討ちで各地を奔走し、めったに顔を見せない許嫁の佐藤与茂七がいる。そんなお袖に惹かれるのが、伊右衛門の友人である直助権兵衛。また、伊右衛門の周りには、自尊心ばかりが強い元武士で義父の四谷左門や母親のお熊など、個性的な親族が次々と登場し、やがてお岩の身に異変が起こる。
伊右衛門の腹違いの弟・次郎吉、病院で全身包帯姿の第二のお岩、小仏小平の母など、原作にはいない人物が加わり、物語は予測不能な方向へ進む。

## 上演歴

### 2012年
2012年に『騒音歌舞伎（ロックミュージカル）ボクの四谷怪談』と題して舞台化。蜷川幸雄は過去にも舞台や映画で『四谷怪談』を題材にしているが、本作ではロック・ミュージカルという新たな挑戦をした。音楽は日本語ロックの草分け的存在である鈴木慶一が担当しワーグナーのオペラやロックミュージカル、当時の流行歌やCMソングといった様々なジャンルの音楽が取り入れられた変化に富んだサウンドが特徴。全3幕で、休憩を含め約3時間半の公演。
演劇プロデューサーの北村明子は蜷川から渡された厚い脚本を読み、その面白さにすぐに上演を決めたという。稽古最終日の通し稽古で上演時間が予定より20分オーバーしたため北村が「台本をカットします」と申し出ると、蜷川から「俺はディレクターカットを、北村さんはプロデューサーカットをやろう」と提案され、蜷川のカットした部分が1行多かった以外は、ほぼ同じ内容をカットしていて感性が同じでよかったと当時のエピソードを語っている。また、お岩の役のキャスティングに悩んだが「歌がうまい」という評判を聞き、尾上松也を抜擢。これを機に尾上はミュージカルでも活躍するようになった。

#### 公演日程
- 9月17日 - 10月14日：シアターコクーン[8]
- 10月19日 - 22日：森ノ宮ピロティホール[9]

#### キャスト
出典：
- 民谷伊右衛門（当世蒼白青年） - 佐藤隆太
- 佐藤与茂七（悲憤公害青年） - 小出恵介
- 直助権兵衛（無残薄倖少年） - 勝地涼
- お袖（可憐同棲少女） - 栗山千明
- 次郎吉（天ッ晴淫乱少年） - 三浦涼介
- お梅（恐怖早熟少女） - 谷村美月
- お岩（怪奇正体不明） - 尾上松也
- お熊 - 麻実れい
- 伊藤喜兵衛 - 勝村政信
- 四谷左門 - 瑳川哲朗
- 仏野孫兵衛 - 青山達三
- 小仏小平の母 - 梅沢昌代
- 老女（A） - 市川夏江
- 宅悦 - 大石継太
- 第二のお岩 - 明星真由美
- お色 - 峯村リエ
- お花 - 新谷真弓
- 法乗院の所化 - 清家栄一
- 男（A） - 塚本幸男
- 男（C） - 新川將人
- 男（C） - 妹尾正文[注釈 1]

#### スタッフ
出典：
- 脚本・作詞：橋本治
- 音楽：鈴木慶一
- 演出：蜷川幸雄
- 振付・ステージング：池島優
- 所作：尾上菊之丞
- 美術（装置）：中越司
- 照明：勝柴次朗
- 音響：井上正弘
- 衣裳（衣装・スタイリスト）：前田文子
- ヘアメイク：河村陽子
- 舞台監督：芳谷研
- 演出助手：井上尊晶
- 宣伝美術：TUGBOAT2
- 音楽補：池上知嘉子[11]
- プロデューサー：北村明子（シス・カンパニー）、加藤真規（Bunkamura）[11]
- 企画・制作：シス・カンパニー、Bunkamura[11]

#### 評価
日本経済新聞 編集委員の河野孝は「舞台を、お芝居をしていますよというような舞台として孤立させず、大衆の生活感の中に位置づけようというもくろみが働いている」、「伊右衛門とお岩の関係は、ユングの分析心理学でいう『アニマ』と『アニムス』の関係を連想した」とし、お岩役の尾上松也に対して歌舞伎の伝統的な表現を取り入れながら異質な存在感を放つことで周囲との間にギャップを生み出し、観客に新鮮な印象を与え効果的に作用していたと述べ、加えて普段の歌舞伎舞台では見られない新たな魅力を発見できた、と歌唱力の高さも称している。また、1970年代の若者にとってロックは反逆の象徴だったという背景に加え「お岩」という登場人物の名前と「岩（ROCK）」をかけているのではないかと推察している。